# Zmrocznik pazik

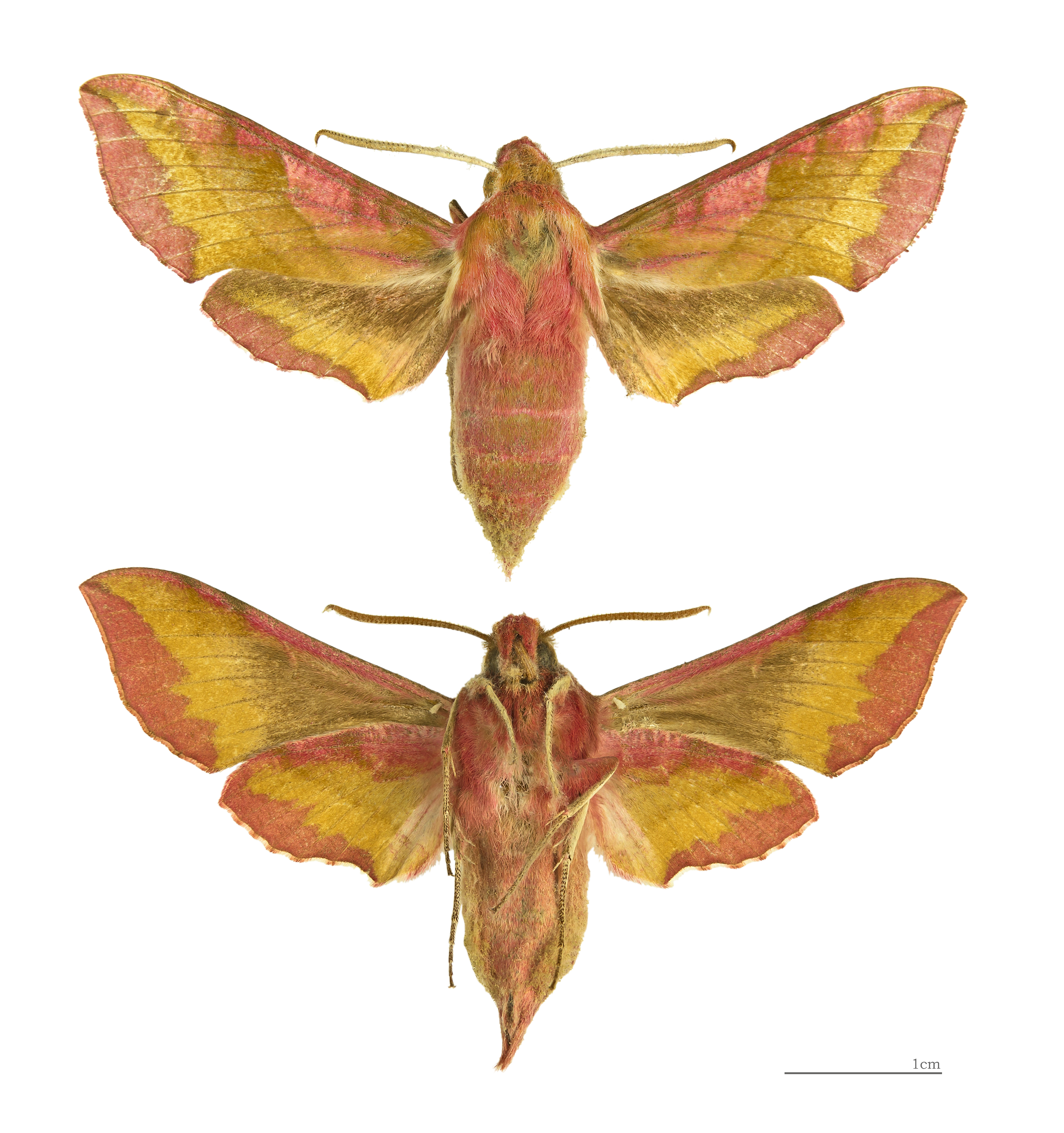
Deilephila porcellus

Zmrocznik pazik (Deilephila porcellus syn. Pergesa porcellus) – owad z rzędu motyli. Skrzydła o rozpiętości 45–53 mm, przednie skrzydła różowe, w tylnej żółte, ze słabo zaznaczonymi przepaskami. Tylne skrzydła przy nasadzie szaro-brunatne, w środkowej części żółte, a przy krawędziach różowe. Tułów i odwłok różowe, na bokach 5 i 6 segmentu odwłoka białe plamki.
Owady dorosłe można spotkać od maja do lipca. Gąsienice żerują w lipcu i sierpniu. Podstawowymi roślinami żywicielskimi są przytulia pospolita i przytulia właściwa, dodatkowymi inne gatunki roślin z rodzaju Gallium oraz wierzbownica, winorośl właściwa i niecierpki. Gąsienice są początkowo zielone, później zmieniają kolor na brązowy. W odróżnieniu od gąsienic innych zawisakowatych nie posiadają kolcowatego wyrostka. Gąsienice osiągają do 5 cm długości. Gąsienice przepoczwarczają się na ziemi, rzadziej pod ziemią. Poczwarki zimują.
Typowe biotopy tego motyla to ogrody, ugory, suche łąki, stoki i przydroża, parki i leśne polany.